# David Edwards (football)
Pour les articles homonymes, voir Edwards et David Edwards (homonymie).
David Alexander Edwards est un footballeur gallois né le 3 février 1986 à Shrewsbury en Angleterre. Il évolue actuellement au poste de milieu de terrain pour Shrewsbury Town.

## Palmarès
- Wolverhampton Wanderers
  - Championnat d'Angleterre D2
    - Vainqueur : 2009

  - Championnat d'Angleterre D3
    - Vainqueur : 2014